# (4834) Toante
(4834) Toante es un asteroide perteneciente a los asteroides troyanos de Júpiter descubierto por Carolyn Jean S. Shoemaker desde el observatorio del Monte Palomar, Estados Unidos, el 11 de enero de 1989.

## Designación y nombre
Toante fue designado inicialmente como 1989 AM2.
Posteriormente, en 1991, se nombró por Toante, un personaje de la mitología griega.

## Características orbitales
Toante está situado a una distancia media de 5,22 ua del Sol, pudiendo acercarse hasta 4,513 ua y alejarse hasta 5,927 ua. Su inclinación orbital es 28,47 grados y la excentricidad 0,1355. Emplea en completar una órbita alrededor del Sol 4356 días.

## Características físicas
La magnitud absoluta de Toante es 9,1. Tiene un periodo de rotación de 18,19 horas y 86,82 km de diámetro. Se estima su albedo en 0,049.